# Anna Moliner
Anna Moliner (Badalona, 1984) es una actriz española.

## Biografía
Empezó en el teatro a los 10 años de edad en su ciudad natal, Badalona. Ha estudiado piano, música y solfeo. Estudió Comunicación Audiovisual en la Universidad Pompeu Fabra de Barcelona. En 2004, cuando todavía estaba estudiando, se presentó al casting de la obra teatral Mar i cel de Dagoll Dagom, compañía con la que colaboró durante cinco años.

## Carrera profesional
Empezó su carrera profesional en el teatro musical en proyectos como Mar i cel o Boscos endins, adaptación de Dagoll Dagom del musical Into the woods por el que Moliner fue galardonada con el premio Butaca a mejor actriz de teatro musical. Durante años compaginó su trabajo en el teatro con participaciones esporádicas en el programa infantil de TV3 Club Super3 donde interpretó a Tru durante cinco años. También formó parte del elenco de la serie La sagrada família producida por Dagoll Dagom para TV3.
Entre 2009 y 2011 formó parte del proyecto T6 del Teatro Nacional de Cataluña, junto a Àngels Poch, Jordi Banacolocha y Rosa Boladeras entre otros actores. Se trata de un proyecto para potenciar a jóvenes dramaturgos catalanes que durante cuatro temporadas presentó hasta diez producciones teatrales.   En 2013 actuó en la producción del TNC Barcelona, dirigida por Pere Riera.
En 2014 presentó el álbum discográfico de temas propios Scents.
En mayo de 2016 se unió al reparto coral de la segunda temporada de la serie Citas de TV3, donde interpretó a Victoria Villar. Además estrenó la obra Infàmia en la sala Villarroel de Barcelona, junto a Emma Vilarasau, Francesc Ferrer y Jordi Boixaderas. Dicho trabajo le valió el Premio de la Crítica a mejor actriz de reparto.
En 2017 entrenó la obra Las brujas de Salem en el Festival Grec de Barcelona. Posteriormente la obra se trasladó a Madrid al Centro Dramático Nacional. También en septiembre de ese año se incorporó a la serie de Antena 3 Tiempos de Guerra, donde interpretó a Magdalena Medina.
En de 2018 estrenó la serie La Catedral del Mar, basada en el libro homónimo de Ildefonso Falcones, donde interpretó a Margarida Puig. En 2018 se unió al reparto de la tercera temporada de Las chicas del cable, la primera producción de Netflix en España. Además fue una de las protagonistas de la obra de teatro musical Els Jocs Florals de Canprosa del dramaturgo y escritor Santiago Rusiñol. Dicha adaptación en el Teatro Nacional de Cataluña, le sirvió para ganar el premio Butaca a mejor actriz de musical y el premio de la Crítica a la mejor actriz de teatro musical.
En febrero de 2021 estrenó la segunda temporada de la serie Hache para la plataforma Netflix, donde interpretó a Mirta. También ese año formó parte del elenco de la obra de teatro El vergonzoso en Palacio de Tirso de Molina dirigida por Natalia Menéndez en el Teatro Clásico de Madrid.
En 2022 participó en la segunda parte de La Catedral del Mar, Los Herederos de la Tierra, volviéndose a poner en la piel de Margarida Puig. Además ese año estrena en Málaga el musical Company dirigido por Antonio Banderas.
En 2023 formó parte del reparto de la miniserie de thriller de Netflix El Cuerpo en Llamas, basada en el conocido caso del Crimen de la Guardia Urbana, donde Moliner interpreta a Montse, abogada de Rosa Peral. También en noviembre de ese mismo año estrenó la serie Esto no es Suecia, creada y dirigida por Aina Clotet.

## Trayectoria
Teatro
- 2004-2006: Mar i cel de Dagoll Dagom.
- 2008: Into the Woods adaptada por Dagoll Dagom.
- 2015: Aloma de Mercè Rodoreda, adaptada por Joan Lluís Bozzo, Lluís Arcarazo y Alfonso Vilallonga.
- 2009: Danny y Roberta de John Patrick Shanley adaptada por David Pintó.[29]
- 2010: M de Mortal de Carles Mallol.[30]
- 2010: A mi no em diguis amor de Marta Buchaca.[31]
- 2010: Lluny de Nuuk de Pere Riera.[32]
- 2011: Vimbodí versus Praga de Cristina Clemente.[11]
- 2011: Gan Bang de Josep María Miró.
- 2011: Una historia catalana de Jordi Casanovas.
- 2012: Viatge a la lluna de Pau Miró y Albert Guinovart.[33]
- 2012: T-Error de Jordi Oriol.[12]
- 2012: Voyager de Marc Angelet.[34]
- 2012: L'ombra al meu costat de Marilia Samper.[35]
- 2012: Toc Toc de Laurent Baffie.[36]
- 2013: Groenlandia de Jordi Faura.[37]
- 2013: Barcelona de Pere Riera.
- 2014: Liceistes i cruzados de Serafí Pitarra.[10]
- 2015: No feu bromes amb l'amor de Alfred de Musset.[38]
- 2016-actualidad: You Say Tomato de Joan Yago.[39][40]
- 2016: Infàmia de Pere Riera.
- 2017: Las brujas de Salem de Arthur Miller, adaptada por Eduardo Mendoza.[17]
- 2017: Requiem for Evita de Jordi Prat.
- 2018: Els Jocs Florals de Canprosa de Santiago Rusiñol.
- 2019: Mrs. Dalloway de Virginia Woolf.[41]
- 2019: Rita de Marta Buchaca.[42]
- 2021: El vergonzoso en Palacio de Tirso de Molina.[24]
- 2022: Company de Antonio Banderas.[26]
- 2023: L'alquimista de Marguerite Yourcenar.
- 2023: Sweeney Todd de Stephen Sondheim.[43]
- 2024: El Delicado equilibrio de Edward Albee.[44]
- 2024: Fantàstic Ramon de Clàudia Cedó.[39]
- 2025: Kramig de Marta Buchaca.[31][45]

Televisión
- 2010-2011: La sagrada família como Janis, TV3.
- 2012: Kubala, Moreno i Manchón como Regina, TV3
- 2013-2014: Club Super 3 como Tru, TV3
- 2016, 2023: Cites como Victòria Villar, TV3
- 2017: Tiempos de guerra como Magdalena Medina, Antena 3.
- 2018: La catedral del mar como Margarida Puig, Antena 3.
- 2018: Las chicas del cable como Lucía, Netflix.
- 2019: Días de Navidad como Adela, Netflix.
- 2021: Hache como Mirta en Netflix.
- 2022: Los herederos de la tierra como Margarida Puig, Netflix.
- 2023: El cuerpo en llamas como Montse, Netflix.
- 2023: Això no és Suècia como Sandra, RTVE.
- 2024: ¿A qué estás esperando? como Lola, Atresplayer.

Discografía
- 2014: Scents (álbum).[46]

Cine
- 2023: La ternura como princesa Salmón, Dir Vicente Villanueva.
- 2024: Llegó tu hora como Paula, Dir David Pérez Durán.
- 2025: Balandrau como , Dir Fernando Trullols.[47]